# Klein Gent (Herentals)
Klein Gent is een wijk in de stad Herentals in de Belgische provincie Antwerpen. De wijk ligt ruim 4 km ten westen van het stadscentrum van Herentals, op de grens met Herenthout en Grobbendonk. Het gebied is deels landelijk en deels ingenomen door het bedrijventerrein Klein Gent.
Ten noorden ligt de autosnelweg A13/E313.

## Geschiedenis
Op de Ferrariskaart uit de jaren 1770 is het landelijk gehucht Clyn Gent weergegeven. De Atlas der Buurtwegen uit 1841 toont het gehucht Klyn Gend; de Vandermaelenkaart uit het midden van de 19de eeuw toont Kleyn Gend.